# Шульт, Альмут
А́льмут Шу́льт (нем. Almuth Schult, 9 февраля 1991) — немецкая футболистка, выступающая на позиции вратаря, игрок женского футбольного клуба «Эйнджел Сити», игрок национальной сборной Германии. Чемпион Европы (2013).

## Карьера

### Клубная
Альмут Шульт начала играть в футбол в возрасте пяти лет в команде «СГ Гартов» из одноимённой коммуны. В 2007—2008 годах выступала за клуб «Гамбург», но не сыграла ни одного матча за основную команду. В 2008 году перешла в «Магдебург», за который провела 44 матча. Летом 2011 года перешла в клуб из Первой Бундеслиги «Бад-Нойенар». В середине апреля 2013 года Альмут Шульт объявила о подписании контракта с ЖФК «Вольфсбург» до конца 2014 года.

### В сборной
С 2008 по 2011 годы Шульт выступала за молодёжные сборные Германии. За это время стала обладателем титулов чемпиона мира до 20 лет (2010) и бронзового призёра чемпионата мира до 17 лет (2008). Первый матч в составе основной национальной сборной провела 15 февраля 2012 года против Турции. На важных турнирах вроде финальной части чемпионата Европы 2013 оставалась на скамейке запасных, уступая место в составе опытной Надин Ангерер. На текущий момент в составе сборной завоевала титулы чемпиона Европы, чемпиона Олимпийских игр (Рио-де-Жанейро, 2016) и победителя Кубка Алгарве.

## Достижения

### Клубные
- Чемпионка Германии (4): 2013/14, 2016/17, 2017/18, 2018/19
- Обладательница Кубка Германии (5): 2014/15, 2015/16, 2016/17, 2017/18, 2018/19

### Международные
- Чемпионат Европы: победитель (1) 2013
  - Серебряный призёр (1): 2022
- Кубок Алгарве: победитель (1) 2014
- Чемпионат мира (до 20 лет): победитель (1) 2010
- Чемпионат мира (до 17 лет): бронзовый призёр (1) 2008